# Liste der Naturdenkmale in Nauroth
Die Liste der Naturdenkmale in Nauroth nennt die im Gemeindegebiet von Nauroth ausgewiesenen Naturdenkmale (Stand 15. Februar 2024).

## Naturdenkmale
| Nr.         | Bezeichnung                             | Lage                                                      | Beschreibung                                               | Bild                                    |
| ----------- | --------------------------------------- | --------------------------------------------------------- | ---------------------------------------------------------- | --------------------------------------- |
| ND-7132-434 | Doppelstämmige Stieleiche in Niederdorf | Niederdorf, südlich des Ortes; Flur Auf dem Hüstchen Lage | Quercus robur, um 1800 gekeimt, Kronendurchmesser ca. 30 m | Direkt Bild zu diesem Denkmal hochladen |
| ND-7132-438 | Linde in Nauroth                        | Nauroth, Ringstraße, bei Nr. 3 Lage                       | Tilia sp., um 1870 gepflanzt, Durchmesser ca. 1,8 m        | Direkt Bild zu diesem Denkmal hochladen |